# Derek Yalden
Le Dr Derek W. Yalden (né le 4 novembre 1940 et décédé le 5 février 2013) est un zoologiste, Reader honoraire de l'Université de Manchester.
Après avoir obtenu en 1962 son Baccalauréat en sciences à l'University College de Londres, il passe en 1965 son doctorat en science sur les os du carpe des Mammifères au Royal Holloway College sous la direction du professeur P. M. Butler. Il travaille ensuite comme lecteur assistant puis senior à l'université de Manchester, School of Biological Sciences, enseignant la zoologie des Vertébrés. Il prit sa retraite en 2005.
Il préside la Mammal Society, et édita leur journal, Mammal Review, de 1980 à 2002. Au cours de sa carrière, il a écrit ou coécrit plus de 200 publications scientifiques.
Deux espèces endémiques d'Éthiopie, Leptopelis yaldeni (nommé par M. Largen en 1977) et Desmomys yaldeni (un rongeur nommé par L. Lavrenchenko en 2003), portent son nom.

## Recherches
Ses axes de recherche sont:
- Catalogage des mammifères d'Éthiopie et contribution au Handbook of the Mammals of Africa (Manuel des Mammifères d'Afrique).
- Écologie et conservation du Peak District (Grande-Bretagne), incluant :
  - étude et restauration de l'érosion de la lande
  - travaux sur l'écologie des
    - Pluvier doré
    - Chevalier guignette
    - Lièvre variable
- Histoire des mammifères et oiseaux de Grande-Bretagne
- Un projet de base de données recençant les données archéologiques des oiseaux de Grande-Bretagne, financé par The Leverhulme Trust.
- Fouilles (1966-1990) de Foxhole Cave dans le Peak District en coordination avec la Peakland Archaeological Society[2]

## Publications

### Livres
- Which Bat is it? by R.E. Stebbings, D.W. Yalden and J.S. Herman
- (en) G. B. (Gordon Barclay) Corbet et Derek W. Yalden, Recent records of mammals (other than bats) from Ethiopia, Londres :, British Museum (Natural History),, 1972, p. 211–252 : ill, 1map ; 25cm.
- (en) Keith Ronald Snow et Derek W. Yalden, Identification of larval ticks found on small mammals in Britain, Reading :, Mammal Society,, 1978 (ISBN 978-0-906282-02-1), p. 14p. : ill. ; 22cm.
- (en) D. W. (Derek William) Yalden, When did the mammal fauna of the British Isles arrive?., Oxford :, Blackwell Scientific, for the Mammal Society,, 1982, p. 57p : ill., maps ; 25 cm.
- (en) D. W. (Derek William) Yalden, The scientific names of British mammals and why they change, Londres :, Mammal Society,, 1987, p. 11p ; 22cm.
- (en) D. W. (Derek William) Yalden, Malcolm Largen et D. Kock, A catalogue of the mammals of Ethiopia, S.l. :, s.n.,, 1996, p. 1 v. (various pagings) ; 25 cm.
- (en) D. W. (Derek William) Yalden et Priscilla Barrett, The history of British mammals, Londres :, T. & A.D. Poyser,, 1999, 305 p. (ISBN 978-0-85661-110-0, LCCN 99215363), p. 305 p. : ill., maps ; 24 cm.
- (en) Philip Michael Da Silva Wheeler et Derek W. Yalden, Distribution of mammals across the upland landscape., Manchester :, University of Manchester,, 2002, p. 247p
- (en) S. Harris et Derek W. Yalden, Mammals of the British Isles : handbook, Southampton :, The Mammal Society, 2008, 4e éd., 799 p. (ISBN 978-0-906282-65-6, LCCN 2009367031), xiv, 799 p. : ill. ; 31 cm.
- (en) D.W. Yalden et U. Albarella, The History of British Birds, Oxford, Oxford University Press, 2009, 263 p. (ISBN 978-0-19-921751-9, LCCN 2008031890, lire en ligne)[4]

### Journaux
- Bog Bilberry Vaccinium uliginosum in the Peak District. Sorby Record 40: 28-29 (2001)
- The older history of the White-tailed Eagle in Britain. British Birds 100: 471-480. (2007)
- Pearce-Higgins JW, Finney SK, Yalden DW, Langston RHW (2007) Testing the effects of recreational disturbance on two upland breeding waders. Ibis 148 (Suppl 1): 45-55. (2007)

## Source
- (en) Cet article est partiellement ou en totalité issu de l’article de Wikipédia en anglais intitulé « Derek Yalden » (voir la liste des auteurs).